# Éclipse solaire du 23 novembre 2003
L'éclipse solaire du 23 novembre 2003 est une éclipse solaire totale qui s'est tenue aux dernières heures du 23 novembre 2003. L'éclipse générale (la zone d'éclipse partielle) finit au début du 24 novembre.
C'était la 3e éclipse totale du XXIe siècle.

## Visibilité

Parcours de l’éclipse sur la Terre.

La zone de pénombre (de l'éclipse partielle) concerna une majeure partie de l'Australie, puis le sud de la Nouvelle-Zélande ; la quasi-totalité de l'Antarctique, pour finir à toucher le sud de l'Amérique du Sud.
L'éclipse totale a quant à elle commencée au sud de l'Océan Indien, puis a traversé l'Antarctique.